# Phaea biplagiata
Phaea biplagiata là một loài bọ cánh cứng trong họ Cerambycidae.